# Sonolite
La sonolite è un minerale appartenente al gruppo dell'humite.